# Quasimodo – Der kleine Bucklige und seine großen Abenteuer
Quasimodo – Der kleine Bucklige und seine großen Abenteuer ist eine französische Zeichentrickserie, die zwischen 1995 und 1996 produziert wurde. Die Serie dreht sich um die von Victor Hugo erfundene Geschichte über die Abenteuer des Waisenjungen Quasimodo, der als „der Glöckner von Notre-Dame“ bekannt ist.

## Handlung
Die Handlung spielt in Paris, im Jahr 1483.
Der Waisenjunge Quasimodo wird mit einem Buckel geboren und wird deswegen von seinen Mitmenschen gedemütigt und als hässlich bezeichnet. Von dem Zigeunermädchen Esmeralda erfährt er zum ersten Mal in seinem Leben wahre Wertschätzung und Respekt. Mit ihr und ihrem Bruder, dem Poeten François, erleben sie viele unterschiedliche Abenteuer, lernen neue Menschen kennen und lösen bestimmte Fälle auf. Dadurch gewinnt der liebenswerte Quasimodo neues Selbstvertrauen und eine wichtige Rolle in der Gesellschaft.

## Produktion und Veröffentlichung
Die Serie wurde von 1995 bis 1996 in Frankreich produziert. Dabei sind 26 Folgen entstanden.
Die deutsche Erstausstrahlung fand am 4. Februar 1997 auf KiKA statt. Weitere Ausstrahlungen erfolgten bis einschließlich 2004 ebenfalls auf KiKA, 1998 bis 2002 auf ZDF (u. a. als Teil des Programms Ferienfieber) sowie 2002 und 2004 auf ORF eins.

## Episodenliste
| Nr. | deutscher Titel                    |
| 1   | Teuflische Verkleidung             |
| 2   | Frollos Rache                      |
| 3   | Der Narrenwettbewerb               |
| 4   | Der gefallene Stern                |
| 5   | Meister Frollos Lieblingsspielzeug |
| 6   | Die unsichtbaren Diebe             |
| 7   | Diebstahl mit Folgen               |
| 8   | Hexensabbat                        |
| 9   | Achtung, Falltür!                  |
| 10  | Der Drachenfelsen                  |
| 11  | Der Tunnel der tausend Fallen      |
| 12  | Eine schwere Entscheidung          |
| 13  | Der falsche König                  |
| 14  | Das geheime Labor                  |
| 15  | Der Wolf im Bärenfell              |
| 16  | Das Zaubermedaillon                |
| 17  | Paris explodiert                   |
| 18  | Die Raubritter                     |
| 19  | Quasimodos Großvater               |
| 20  | Ein königlicher Empfang            |
| 21  | Das Auge des Adlers                |
| 22  | Gift und Gegengift                 |
| 23  | Der Schatz                         |
| 24  | Bindung des Herzens                |
| 25  | Das vergessene Tal                 |
| 26  | Das Geheimnis der Templer          |